# Gare de Barcelone-Sagrera TAV
Ne doit pas être confondu avec Sagrera-TAV (métro de Barcelone).
La gare de Barcelone-Sagrera TAV est une gare souterraine en cours de construction à Barcelone. Elle accueillera les AVE en provenance de Madrid, ainsi que les TGV en provenance de France et d'Europe, sauf s'ils vont à Barcelone-Sants.

## Historique
Cette gare était une importante gare de marchandises jusqu'à la fin du XXe siècle, quand elle a été fermée à la circulation. Par la suite, les installations ont été complètement abandonnées.
Le nom de la gare est controversé car elle est située à cheval sur deux arrondissements, Sant Andreu et Sant Martí. Ce dernier a envoyé une demande à la mairie de Barcelone pour que la gare soit appelée Sagrera Sant-Martí. La gare nouvelle, prévue pour accueillir l'AVE et le TGV français, devait être construite pour 2016 mais un report annoncé le 7 février 2014 par le maire de Barcelone prévoyait une inauguration en 2019. La date d'ouverture de la gare n'est désormais plus fixée.
L'architecte responsable du projet est Frank Gehry.

## Situation
La gare est située à Barcelone, dans le quartier de la Sagrera (Sant Andreu), à la limite de Sant Martí.

## Description
La gare sera souterraine et comportera 18 voies.